# Dahyun
Kim Da-hyun (en coreano, 김다현; Seongnam, Provincia de Gyeonggi, 28 de mayo de 1998), más conocida como Dahyun es una actriz, cantante, rapera, compositora, modelo, bailarina y YouTuber surcoreana. Es miembro del grupo femenino TWICE formado por JYP Entertainment.

## Biografía
Dahyun comenzó a llamar la atención cuando estaba en sexto grado en la escuela primaria, gracias a un baile de la iglesia llamado «danza del águila» que fue publicado en YouTube. En 2015 Dahyun compitió en Sixteen, un reality show creado para seleccionar a los miembros del nuevo grupo de chicas de JYP Entertainment llamado Twice. Posteriormente, Dahyun fue seleccionada para unirse a Twice, como uno de las nueve participantes exitosas en la competencia. En octubre de 2015, Twice debutó oficialmente con el lanzamiento de su primer miniálbum,The Story Begins y la pista principal «Like Ooh-Ahh». Además de cantar regularmente, Dahyun sirve como una de las principales raperas de Twice junto con su compañera de grupo Chaeyoung. En la encuesta anual de música de Corea para 2017, Dahyun fue votada como el decimoséptimo ídolo más popular de Corea del Sur.
En noviembre de 2018, el legislador japonés de derecha Masaru Onodera, criticó a Dahyun por llevar una camiseta hecha por Marymond, una organización que recauda fondos para ayudar a mujeres de solaz, víctimas de esclavitud sexual por el Ejército Imperial Japonés durante la Segunda Guerra Mundial. Después, The Korea Times criticó a J. Y. Park, el fundador de JYP Entertainment, por no haber hablado en su defensa.

## Discografía

### Apariciones en bandas sonoras
| Título                                                                      | Año  | Mejor posición | Álbum                            |
| Título                                                                      | Año  | KOR Down.      | Álbum                            |
| --------------------------------------------------------------------------- | ---- | -------------- | -------------------------------- |
| «You Are the Apple of My Eye» (그 시절 우리가 좋아했던 소녀) (con Jinyoung) | 2025 | 88             | You Are the Apple of My Eyes OST |

### Créditos de composición
Todos los créditos son adaptados de la base de datos de la Korea Music Copyright Association, a menos de que se indique lo contrario.
| Título                                             | Año  | Artista           | Álbum                           | Letras | Música |
| -------------------------------------------------- | ---- | ----------------- | ------------------------------- | ------ | ------ |
| «Missing U»                                        | 2017 | Twice             | Twicetagram                     | Yes    | No     |
| «Trick It»                                         | 2019 | Twice             | Feel Special                    | Yes    | No     |
| «21:29»                                            | 2019 | Twice             | Feel Special                    | Yes    | No     |
| «Bring It Back»                                    | 2020 | Twice             | Eyes Wide Open                  | Yes    | No     |
| «Queen»                                            | 2020 | Twice             | Eyes Wide Open                  | Yes    | No     |
| «Scandal»                                          | 2021 | Twice             | Taste of Love                   | Yes    | No     |
| «SOS»                                              | 2021 | Twice             | Taste of Love                   | Yes    | No     |
| «Cruel»                                            | 2021 | Twice             | Formula of Love: O+T=<3         | Yes    | No     |
| «Celebrate»                                        | 2022 | Twice             | Celebrate                       | Yes    | No     |
| «Tick Tock»                                        | 2022 | Twice             | Celebrate                       | Yes    | No     |
| «That's All I'm Saying»                            | 2022 | Twice             | Celebrate                       | Yes    | No     |
| «Gone»                                             | 2022 | Twice             | Between 1&2                     | Yes    | No     |
| When We Were Kids»                                 | 2022 | Twice             | Between 1&2                     | Yes    | No     |
| «Crazy Stupid Love»                                | 2023 | Twice             | Ready to Be                     | Yes    | No     |
| «Blame It on Me»                                   | 2023 | Twice             | Ready to Be                     | Yes    | No     |
| «You Get Me»                                       | 2024 | Twice             | With You-th                     | Yes    | No     |
| «Keeper»                                           | 2024 | Twice             | Strategy                        | Yes    | No     |
| «You Are the Apple of My Eye»                      | 2025 | Dahyun, Jinyoung  | You Are the Apple of My Eye OST | Yes    | Yes    |
| «You Are the Apple of My Eyes» (versión en inglés) | 2025 | Maudy Ayunda, Ren | You Are the Apple of My Eye OST | Yes    | Yes    |

## Filmografía

### Películas
| Año  | Título              | Papel      | Notas          | Ref.   |
| ---- | ------------------- | ---------- | -------------- | ------ |
| 2024 | La niña de mis ojos | Oh Seon-ah | Protagonista   | [ 12 ] |
| 2025 | Run to You          | Im Ji Eun  | Rol secundario |        |

### Series de televisión
| Año  | Título  | Personaje | Canal | Notas          | Ref. |
| ---- | ------- | --------- | ----- | -------------- | ---- |
| 2025 | Love Me | Yun Sol   |       | Rol secundario |      |

### Programas de televisión
| Año       | Título                            | Personaje           | Cadena      | Nota                                            |
| --------- | --------------------------------- | ------------------- | ----------- | ----------------------------------------------- |
| 2015      | Sixteen                           | Concursante         | Mnet        | Concurso de elección de miembros para Twice     |
| 2016      | Weekly Idol                       | Panelista fijo      | MBC Every 1 | "Idols are the Best" corner (Episodios 249-283) |
| 2016      | Real Man                          | Cast                | MBC         | Female edition 4 (7 episodios)                  |
| 2019-2020 | Idol Star Athletics Championships | Locutora            | MBC         | [ 15 ]                                          |
| 2023      | Stars' Top Recipe at Fun-Staurant | Anfitriona especial | KBS2        | [ 16 ]                                          |
| 2023      | Idol Star Athletics Championships | Anfitriona          | MBC         | [ 17 ]                                          |